# ジョージ・ブール
ジョージ・ブール（George Boole, 1815年11月2日 - 1864年12月8日）は、イギリスの数学者・哲学者。多くの実績があるが、コンピュータ科学の分野の基礎的な理論のひとつであるブール代数（ブール論理）が現代では広く知られている。

## 生涯
ジョージ・ブールの父であるジョン(John Boole)は零細の自営業者であり、教育熱心でもあり、学問、特に数学にも関心を持っていた。息子に最初に教育を行ったのも父である。父を教師にして、ラテン語やギリシア語を学んだ。ジョージは、幼少の頃は数学ではなく古典に興味があった。16歳の時にドンカスターにある私立学校のアシスタント教師になり、学者として自活するようになった。数学は独学であった。その後、リンカーン、ワディントンなどを経て、1849年にアイルランドのコークにあるクイーンズ・カレッジ（現在のユニバーシティ・カレッジ・コークで、その功績から図書館に名前が冠されている）の数学教授となり、1855年にはメアリ・エベレスト（ジョージ・エベレストの姪）と結婚した。メアリは後に夫ブールの理論についていくつかの教育的に有用な仕事をしている。
ブールは難解な数学の機関誌をはじめ、三つから四つの出版物に執筆を行っている。早期に寄稿したものとしては1839年にケンブリッジ数学誌(Cambridge Mathematical Journal)での「解析変換の法則」(Theory of Analytical Transformations)があり、これは同誌で編集人をしていたD.F.グレゴリー(D.F. Gregory)との交流につながり、これは1864年の彼の死まで続いた。ブールの研究論文と寄稿誌については、双方が論理学ならびに数学に関して執筆されたものであるが、王立協会発行の科学研究論文の目録(Catalogue of Scientific Memoirs)、またアイザック・トドハンター(Isaac Todhunter)編集の微分方程式に関する分冊にその多くが記載されている。ケンブリッジ数学誌は成功し、ケンブリッジならびにダブリンの数学誌においてブールは22に及ぶ寄稿を行った。また哲学雑誌の第三と第四シリーズでも、16の寄稿が見つかっている。王立協会では哲学の会報に関する6の重要な研究論文を発行、さらに少数の研究論文が、エディンバラ王立協会(Royal Society of Edinburgh)ならびにアイルランド王立アカデミー(Royal Irish Academy)の会報、1862年のサンクトペテルブルクアカデミー(Bulletin de l'Académie de St-Pétersbourg)の報告、クレレ誌(Crelle's Journal)で発見されている。これらのリストは論理に関する数学的基礎についてのもので、1848年のメカニクス・マガジン(Mechanic's Magazine)で出版されたものである。このように、ブールは50もの記事を書き散らすとともに、いくつかの出版物を出している。
数学に関する理路整然とした二つの論文はブール存命中に書き上げられている。微分方程式に関する良く知られた論文は1859年に書かれ、翌1860年には差分法に関する論文が、前のものの続編として役に立つように計画された。これらの貢献は数学の問題の重要な一分野として価値のある寄稿で、ブールは、これらを構成し、改善の余地がある厳しい方法で哲学の命題について深い研究を行い、基本解明として結合させた。これにより、より重要な発見がなされ、分野の範囲が広がった。微分方程式の論文の16と17章においては、例えば一般的な記号演算の明快な説明はブールの主要な発見から導出された大胆で熟練した仕事から、また記号演算の解析については、元は1844年にフィロソフィカル・トランザクションズ(Philosophical Transactions)に掲載された著名な研究論文に拠る。ブールは、記号の操作は計算の明白な要素として取り扱うことができ、その数量から切り離すことができると理解した、最も顕著な者の一人である。彼の主な特徴は、優先される法律や立場、またしばしば匹敵するもののない、結果から描いた能力と力、などと調和する記号の扱いにより、結果として完璧な信用を得ることだった。
最晩年のブールは休暇の一部を使って、王立協会と大英博物館の蔵書に貢献した。そして残りの時間を、微分方程式に関する論文を初版より完璧にするため、改訂版の執筆拡充を目指した。だが、この改訂版は完成することはなかった。ブールの死後、トドハンターは未完成のブールの遺稿を集め改訂版の出版を計画したものの、元の論文の改訂版の出版が不可能であることが判明し、1865年に元の論文の補充分として遺稿を印刷した。

## 略歴
- 1815年 イギリスのリンカンシャー地方の小都市リンカンに生まれる
- 1828年 ベーンブリッジの商業アカデミー(Bainbridge's Commercial Academy)入学
- 1831年 ドンカスターにあるHeigham's Schoolでアシスタントティーチャーを務める
- 1833年 リヴァプールで教師を務めるも半年でワディントン(Waddington)にあるホールのアカデミー(Hall's Academy)に移る
- 1834年 リンカーンに自身の学校を開校する
- 1838年 ホールのアカデミーを運営していたロバート・ホール(Robert Hall)が亡くなったため招聘され、家族と共にワディントンに移る
- 1840年 リンカーンに寄宿学校を作り、再度家族と共に移る
- 1844年 王立協会会員となる[1]
- 1847年 「論理学の数学的分析」(Mathematical Analysis of Logic)発表
- 1849年 アイルランドのコークにあるクイーンズ・カレッジ（英語版）の数学教授となる
- 1851年 理学部長となる
- 1854年 「論理と確率の数学的な理論の基礎となる思考法則の研究」(An Investigation of the Laws of Thought, on which are founded the Mathematical Theories of Logic and Probabilities)発表
- 1855年 メアリ・エベレスト(Mary Everest)と結婚
- 1857年 ダブリン大学とオックスフォード大学名誉学位、王立協会特別研究員(Fellow)[1]。
- 1859年 「微分方程式の論文」(Treatise on Differential Equations)発表
- 1860年 「差分法に関する論文」(Treatise on the Calculus of Finite Differences)発表
- 1864年 アイルランドにて肺炎により永眠、49歳